# Mario Colarossi
Mario Colarossi (Tripoli, 15 novembre 1929 – Mantova, 16 settembre 2010) è stato un velocista italiano.

## Biografia
Nato nel 1929 a Tripoli, in Libia, nel 1950 partecipò agli Europei di Bruxelles, nei 200 m, vincendo la sua batteria con il tempo di 22"4, ma fermandosi in semifinale, dove chiuse 5º in 22"0.
Nel 1953 vinse la medaglia d'argento alla Settimana estiva internazionale degli sport universitari, antenata delle future Universiadi, a Dortmund, in Germania Ovest, nella staffetta 4×100 m con Wolfango Montanari, Lucio Sangermano e Carlo Vittori, in 42"2, chiudendo dietro alla sola Argentina.
A 27 anni prese parte ai Giochi olimpici di Melbourne 1956, nei 100 m, uscendo in batteria, alla quale partecipava anche il detentore del record mondiale Ira Murchison, con il tempo di 11"14.
Nello stesso anno ottenne il suo record personale nei 100 m piani, con il tempo di 10"5.
Dopo il ritiro diventò docente di matematica in un istituto tecnico di Mantova.
Morì a 80 anni, nel 2010.

## Palmarès
| Anno | Manifestazione  | Sede      | Evento      | Risultato  | Prestazione | Note |
| ---- | --------------- | --------- | ----------- | ---------- | ----------- | ---- |
| 1950 | Europei         | Bruxelles | 200 m piani | Semifinale | 22"0        |      |
| 1956 | Giochi olimpici | Melbourne | 100 m piani | Batteria   | 11"14       |      |